# Lanxangichthys alticephalus
Lanxangichthys alticephalus — викопний вид променеперих риб ряду панцирникоподібних (Lepisosteiformes), що існував у ранній крейді в Азії. Описаний у 2019 році на основі викопних решток, знайдених у провінції Саваннакхет в Лаосі. Інші скам'янілості, що відносяться до цього роду, були знайдені в Таїланді.

## Етимологія
Новий рід Lanxangichthys був названий на честь древнього королівства Лансанг, що існувало на території сучасного Лаосу в 1354—1707 роках. Видова назва alticephalus була дана за будовою черепа: altus — «високий» та cephalicus — «голова».